# Lucky Luke (film uit 1971)
Lucky Luke (ook wel Daisy Town) is een Frans-Belgische animatiefilm uit 1971 gebaseerd op de gelijknamige stripreeks.
Bij de originele uitvoering werden er andere tekenfilms als voorprogramma afgespeeld zoals korte films over de Pink Panther en Popeye. Deze film is niet gebaseerd op een specifieke, bestaande strip. Vervolgens werd de film in 1983 verwerkt in het stripalbum genaamd Daisy Town. Deze strip wordt vervolgens verfilmd in 1991: Lucky Luke.

## Verhaal
In het Wilde Westen sticht een groep kolonisten de stad Daisy Town. Al gauw komen hier allemaal boeven naartoe totdat Lucky Luke hen verjaagt waarna Luke sheriff wordt. Na een tijdje komen de 4 Daltons Joe, William, Jack en Averell hier wonen. De Daltons zijn boeven en willen Daisy Town in Dalton City veranderen waarna ze (behalve Averell) meedoen met de lokale verkiezingen voor burgemeester, rechter en sheriff. Luke stookt Averell op om ook mee te doen met de verkiezingen waarna hij ruzie krijgt met zijn broers. Zo kan Luke ze allemaal arresteren. Ook valt de lokale indianenstam bijna het stadje aan dankzij de Daltons, maar met hulp van de federale politie wordt dat afgeslagen. Uiteindelijk wordt er elders in de buurt goud gevonden waarna iedereen het stadje verlaat. Lucky Luke gaat alleen verder op pad.

## Stemverdeling
| Acteur            | Personage      | Rolbeschrijving          | Nederlandse stemacteurs |
| ----------------- | -------------- | ------------------------ | ----------------------- |
| Marcel Bozzuffi   | Lucky Luke     |                          | Pim Vosmaer             |
| Jean Berger       | Jolly Jumper   | het paard van Luke       |                         |
| Pierre Trabaud    | Joe Dalton     | de kleinste Dalton       | Reinder van der Naalt   |
| Jacques Balutin   | William Dalton |                          | Jan Anne Drenth         |
| Jacques Jouanneau | Jack Dalton    |                          | Jan Nonhof              |
| Pierre Tornade    | Averell Dalton | de grootste Dalton       | Lucas Dietens           |
| Rosy Varte        | Lulu Carabine  |                          |                         |
| Jacques Fabbri    |                | burgemeester             | Wim van Rooij           |
| Jacques Legras    |                | loketbeambte van de bank | Wim van Rooij           |
| Roger Carel       |                | uitvaartondernemer       | Reinder van der Naalt   |
| Gérard Rinaldi    |                | kwartetzanger            |                         |
| Claude Dasset     |                | indianenopperhoofd       | Just Meijer             |
| Jacques Bodoin    | Clem           |                          |                         |
| Georges Atlas     |                | barman                   | Kees van Lier           |
| Denise Bosc       | Betsy          |                          |                         |
|                   |                | verteller                | Wim van Rooij           |

### Engelstalige stem
- Rich Little sprak alle stemmen in[6][7]

## Achtergrond

### Muziek
De soundtrack werd gecomponeerd door de Franse filmcomponist Claude Bolling. Het album werd door United Artists Records uitgebracht in 1971 op lp.

### Homemedia
In 1971 verscheen deze film voor het eerst op VHS. Vervolgens verscheen de film opnieuw op VHS in 1994. Later op 12 juli 2000 verscheen deze film op dvd. Daarna verscheen op 11 juni 2008 deze film herwerkt op dvd. Uiteindelijk verscheen deze film op 19 april 2011 op blu-ray.